# Srpen 2004
1. srpna – neděle
Při požáru supermarketu v Asunciónu v Paraguayi zahynulo okolo 300 lidí.
3. srpna – úterý
Při výbuchu v pásmu Gazy zahynuli 3 Palestinci.
4. srpna – středa
Český prezident Václav Klaus jmenoval novou vládu Stanislava Grosse.
5. srpna – čtvrtek
Při ofenzívě amerických sil v Iráku proti místním ozbrojencům byly zabity desítky až stovky lidí.
6. srpna – pátek
Cena ropy vystoupala na jednadvacetileté maximum cen téměř 45 dolarů za barel.
10. srpna – úterý
Při dvou bombových útocích v Istanbulu zahynuli 2 lidé a 7 jich bylo zraněno.[zdroj?]
V Německu pokračuje kontroverze o novém pravopisu.[zdroj?]
12. srpna – čtvrtek
Americká armáda a jednotky tzv. dočasné irácké vlády zahájily velkou ofenzívu proti stoupencům šiítského duchovního Muktady Sadra.[zdroj?] Trh s ropou reagoval překročením hranice 45 dolarů za barel.
13. srpna – pátek
V Athénách začaly letní olympijské hry.
16. srpna – pondělí
Na následky autonehody zemřel trenér české hokejové reprezentace Ivan Hlinka.
24. srpna – úterý
Vláda Stanislava Grosse získala ve 22:00 důvěru Poslanecké sněmovny Parlamentu ČR.